# Формула Брейта — Вигнера
Формула Брейта — Вигнера или релятивистское распределение Брейта — Вигнера — формула, описывающая непрерывное распределение вероятности с помощью плотности вероятности заданной в виде
{\displaystyle f(E)={\frac {k}{\left(E^{2}-M^{2}\right)^{2}+M^{2}\Gamma ^{2}}}~,}
где K — константа пропорциональности, равная {\displaystyle k={\frac {2{\sqrt {2}}M\Gamma \gamma }{\pi {\sqrt {M^{2}+\gamma }}}}} и {\displaystyle \gamma ={\sqrt {M^{2}\left(M^{2}+\Gamma ^{2}\right)}}.}
Уравнение написано с использованием естественных единиц, где ħ = с = 1. Названа в честь Грегори Брейта и Юджина Вигнера, которые получили её в 1936 году для ядерного резонанса.
Формула часто используется для моделирования резонансов (нестабильных частиц) в физике высоких энергий. В этом случае, Е — энергия в системе центра масс, которая вызывает резонанс, М — масса резонанса, и Γ — ширина резонанса (ширина распада), связанная с его средним временем жизни в соответствии с формулой τ = 1 / Γ, (в единицах СИ формула запишется в виде τ = ħ / Γ). Вероятность возникновения резонанса при заданной энергии Е пропорциональна f(E), так что график скорости возникновения нестабильных частиц в зависимости от энергии принимает форму релятивистского распределения Брейта — Вигнера. Обратите внимание, что для значений Е таких, что | Е2 — М2| = MΓ, (отсюда | E — M | = Γ / 2 для M>>Γ), значение f падает в два раза от своего максимального значения, что оправдывает название Г шириной на полувысоте.
В пределе исчезающей ширины, Г → 0, частица становится стабильной, так как лоренцево распределение становится бесконечно острым 2M δ(Е2 — М2).
В общем случае, Γ также может быть функцией E; эта зависимость, как правило, важна только когда Γ не мала по сравнению с М, и необходимо принимать во внимание зависимость ширины от объёма фазового пространства. Например, при распаде ро-мезона в пару пионов. Когда резонанс широкий, множитель M2, который стоит перед Г2, также должен быть заменен на E2 (или Е4 / М2, и т. д.).
Форма релятивистского распределения Брейта — Вигнера возникает из пропагатора нестабильной частицы, которая имеет знаменатель вида р2 — М2 + iMΓ. Здесь, р2 — квадрат четыре-импульса частицы. Тогда пропагатор в системе покоя пропорционален квантово-механической амплитуде распада, используемого для реконструкции резонанса
{\displaystyle {\frac {\sqrt {k}}{\left(E^{2}-M^{2}\right)+iM\Gamma }}.}
Полученное распределение вероятности пропорционально квадрату модуля амплитуды, так же как и в релятивистском распределении Брейта — Вигнера для функции плотности вероятности.
Форма этого распределения аналогична решению классического уравнения движения для затухающего осциллятора с внешней синусоидальной силой. Он имеет стандартную форму резонанса Лоренца, или распределения Коши, но включает в себя релятивистские переменные S = р2, здесь = E2.
Распределение является решением дифференциального уравнения, аналогичного классическим вынужденным осцилляциям маятника, с усредненной по времени входной мощностью
{\displaystyle \left\{{\begin{array}{l}f'({\text{E}})\left(\left({\text{E}}^{2}-M^{2}\right)^{2}+\Gamma ^{2}M^{2}\right)-4{\text{E}}f({\text{E}})(M-{\text{E}})({\text{E}}+M)=0\\[10pt]f(M)={\frac {k}{\Gamma ^{2}M^{2}}}\end{array}}\right\}}.